# 竹野町
竹野町（たけのちょう）は、かつて兵庫県の北部にあった町。旧城崎郡。本項では町制前の名称である竹野村（たけのむら）についても述べる。
2005年4月1日、豊岡市および城崎郡城崎町・日高町、出石郡出石町・但東町と合併し、新たに豊岡市となったため消滅した。

## 地理
日本海に面する。

### 隣接市町村
- 豊岡市
- 城崎郡：香住町、城崎町、日高町
- 美方郡：村岡町

## 歴史
- 平安時代の929年 - 東丹国使節が丹後国竹野浜に来着した。
- 江戸時代 - 北前船の寄港地となり栄える。のち、蝦夷地などに商店を構える者が居たという。
- 1955年（昭和30年）3月3日 - 城崎郡竹野村・三椒村・中竹野村・奥竹野村が合併し、竹野村（2代）が発足。
- 1957年（昭和32年）4月1日 - 竹野村が町制施行して竹野町となる。
- 2005年（平成17年）4月1日 - 豊岡市・城崎町・日高町・出石郡出石町・但東町と合併し、改めて豊岡市が発足。同日竹野町廃止。

## 経済

### 産業
農業
『大日本篤農家名鑑』によれば、竹野村の篤農家は「増田久左衛門、福田八郎左衛門、宇野菊太郎、永田萬造」などである。
漁業
- 田久日漁港
- 宇日漁港
- 切浜漁港
- 須井漁港
- 竹野漁港

鉱業
竹野鉱山

### 企業
- 株式会社奥城崎シーサイドホテル
- 中川工務店 本店
- 北陽工業
- 増田商店
- 安田商店
- 竹野石油
- 花房商店
- トヨダ竹野店
- 但馬中高年者厚生事業団
- 北前館
- 竹野産業
- 米田電気商会
- ヤマヨしょうゆ木瀬商店、木瀬醤油醸造場
- 株式会社MotherEarth

## 地域

### 教育
現在はいずれも豊岡市立となっている。
- 竹野町立竹野小学校
- 竹野町立竹野中学校
- 竹野町立中竹野小学校（現在は閉校）
- 竹野町立竹野南小学校（現在は閉校）
- 竹野町立森本中学校（現在は閉校）

### 竹野町の地区・地域
- 濱須井
- 奥須井
- 田久日
- 宇日
- 竹野
- 切濱
- 草飼
- 和田
- 松本
- 羽入
- 阿金谷
- 須谷
- 鬼神谷
- 芦谷
- 小丸
- 金原
- 東大谷
- 下塚
- 轟
- 林
- 坊岡
- 門谷
- 河内
- 御又
- 森本
- 須野谷
- 桑野本
- 大森
- 小城
- 二連原
- 川南谷
- 三原
- 椒
- 段

## 交通

### 鉄道
- 西日本旅客鉄道（JR西日本）
  - 山陰本線 - 竹野駅

1985年から1996年までの夏季には、竹野駅・佐津駅間に海水浴客のための臨時駅としてきりはまビーチ駅が設置されていた。

### 道路
- 国道178号
- 県道
  - 兵庫県道1号日高竹野線
  - 兵庫県道9号豊岡竹野線
  - 兵庫県道11号香美久美浜線
  - 兵庫県道135号村岡竹野線
  - 兵庫県道712号床瀬神鍋高原線

## 名所・旧跡・観光
- 竹野浜
  - 北前館
- 猫崎（賀島半島）
- 竹野温泉
- 桑野本の大イチョウ
- ヨゴレババ古墳群

## 著名な出身者
- 伊藤一葉（手品師）